# Swenigorod
Swenigorod (russisch Звени́город; Ausspracheⓘ) ist eine russische Kleinstadt in der Oblast Moskau, rund 50 km westlich von Moskau entfernt. Die 16.395 Einwohner (Stand 14. Oktober 2010) zählende Stadt liegt an den Smolensker Höhen am Oberlauf der Moskwa und gehört zu den ältesten Orten im Moskauer Umland.

## Geschichte
Das genaue Gründungsdatum der Stadt Swenigorod ist nicht mehr überliefert, erste schriftliche Erwähnungen des Ortes stammen jedoch aus dem Jahre 1339. Dass die Stadt wesentlich früher entstanden sein muss, geht aus zahlreichen in der Gegend gefundenen Hügelgräbern aus der Zeit zwischen dem 11. und dem 13. Jahrhundert hervor. Es wird vermutet, dass Swenigorod Mitte des 12. Jahrhunderts von Juri Dolgoruki, dem Gründer Moskaus, als Festung angelegt wurde. Vermutlich wurde die Stadt damals von Siedlern aus dem Kiewer Fürstentum nach einem der dortigen Orte, die ebenfalls Swenigorod – „die läutende Stadt“ – hießen, benannt. Darauf anspielend enthält bis heute das Stadtwappen die Abbildung einer Glocke, auch wenn das Moskauer Swenigorod selbst weder durch Herstellung noch durch Läuten von Glocken bekannt ist oder war.

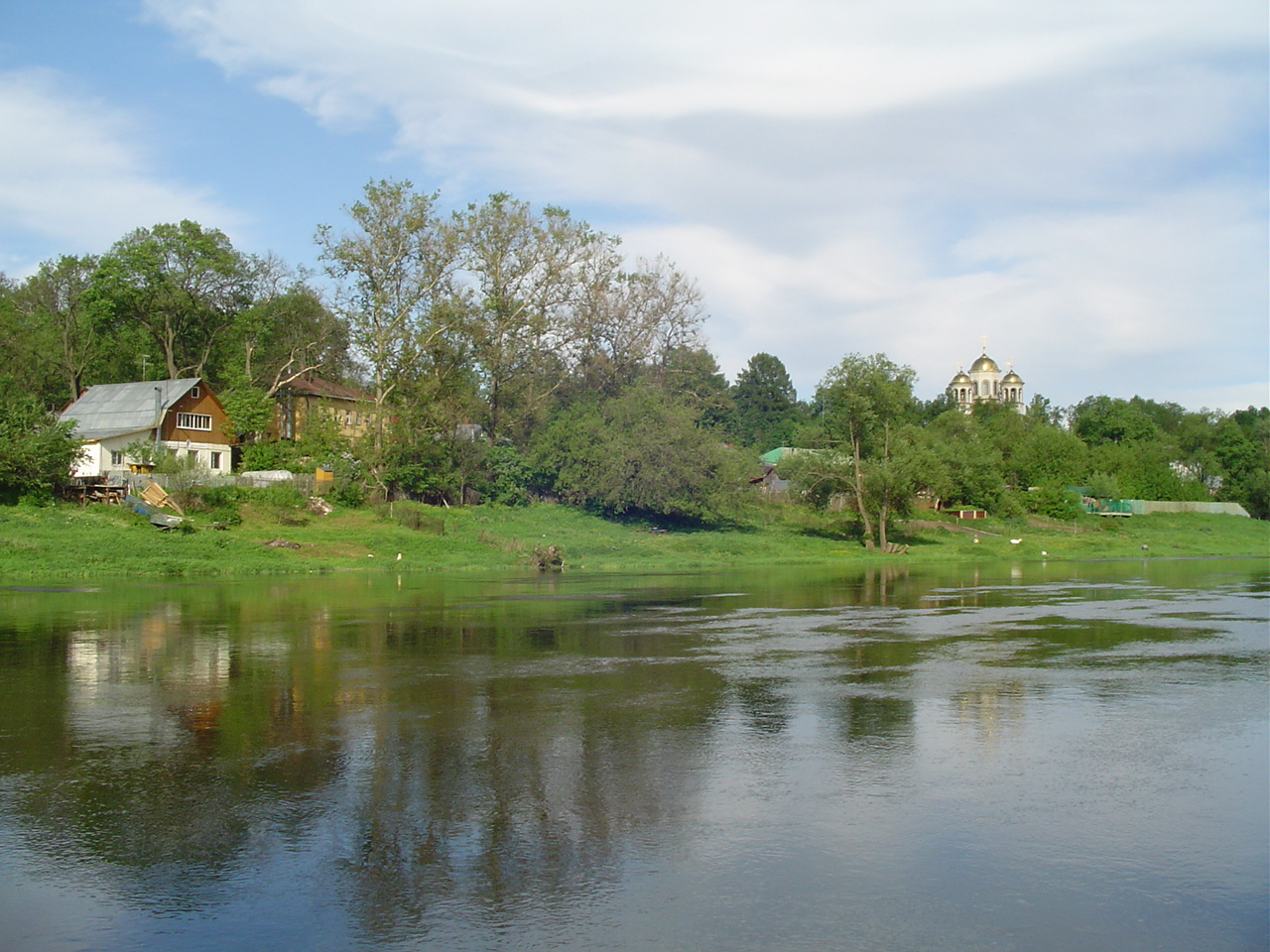
Der Moskwa-Fluss in Swenigorod

Seit ihrer Gründung galt die Stadt als Festungsstadt, was auch durch ihre Höhenlage am Flussufer begünstigt wurde. Es entstand ein für altrussische Städte typischer Kreml, also eine von einer hölzernen Schutzmauer mit Wachtürmen umzäunte Festung, die die Stadtbewohner auch als Gorodok – „Städtchen“ – bezeichneten. Seit dem 12. Jahrhundert hatte die Stadt auch die Aufgabe, einen nahe verlaufenden Handelsweg zu beschützen. Etwa 1,5 Kilometer von der Festung entfernt gründete 1398 der Mönch und Sergius-von-Radonesch-Schüler Sawwa Storoschewski mit Unterstützung des Swenigoroder Fürsten Juri, einem Sohn von Dmitri Donskoi, ein Kloster, das bis heute erhalten ist. Diese Zeit um Ende des 14. Jahrhunderts gilt als Blütezeit der Stadt, und das obwohl Swenigorod in den Jahren 1382 und 1408 von Tataren überfallen und verwüstet wurde. Bedingt durch ihre günstige Lage am Handelsweg galt Swenigorod auch in Invasionsjahren als relativ wohlhabend. Auch die Uspenski-Kathedrale auf dem Gorodok stammt aus der Zeit Ende des 14. Jahrhunderts und gilt damit als das älteste bis heute erhaltene Kirchengebäude der Moskauer Gegend. Die Ikonen in den zu jener Zeit entstandenen Kirchen Swenigorods wurden von Andrei Rubljow, einem damals noch recht unbekannten Ikonenmaler, erschaffen.
Vom 15. bis 16. Jahrhundert verlor Swenigorod nach etlichen Machtkämpfen im Moskauer Fürstentum allmählich seine Bedeutung; das Sawwa-Kloster bot ein zunehmend verwahrlostes Bild. Anfang des 17. Jahrhunderts wurde die Stadt von Truppen des Pseudodimitri I. auf dem Weg nach Moskau stark verwüstet. Ende des 17. Jahrhunderts begann erneut ein Aufschwung, nachdem Zar Alexei das Sawwa-Kloster zu einer seiner Residenzen hatte machen lassen. Das Kloster wurde erweitert, es entstanden dort neue Kirchengebäude und Festungsanlagen. Im 17. Jahrhundert blühte in Swenigorod erstmals Industrie auf, nachdem Bojar Boris Morosow dort eine Eisenverarbeitungsmanufaktur gegründet hatte. Es sollte allerdings noch bis 1781 dauern, bis Swenigorod per Dekret Katharina der Großen offiziell den Status einer Stadt erhielt.
Eine letzte Verwüstung erfuhr das Sawwa-Kloster im Jahre 1812, nachdem die Stadt von den Franzosen im Anschluss an die Schlacht von Borodino besetzt worden war. Einige Tage später konnten jedoch Kosakentruppen die Stadt wieder befreien. Allerdings konnte Swenigorod seine einst hohe wirtschaftliche Bedeutung nicht wiedererlangen; die Morosowschen Manufakturen existierten schon längst nicht mehr, in und um die Stadt dominierte die Landwirtschaft das Leben. Dies hatte freilich auch seine schöne Seite: Durch nahezu fehlende Industrie gepaart mit landschaftlich attraktiver Lage an der Moskwa wurde Swenigorod und sein Umland zu einem beliebten Erholungsort, der auch zahlreiche Landschaftsmaler, darunter Isaak Lewitan, inspirierte; man nannte die Gegend sogar eine „Russische Schweiz“.
Nach der Oktoberrevolution 1917 wurde das Sawwa-Kloster von den Bolschewiki enteignet und in ein Museum umfunktioniert. 1919 erhielt die Stadt einen Eisenbahnanschluss. In den nachfolgenden Jahrzehnten wurde Swenigorod immer weiter zu einer bedeutenden Erholungsstätte ausgebaut: Zu Sowjetzeiten entstanden zahlreiche Sanatorien und Erholungsstätten, die die Stadt bis heute prägen. Das zweckentfremdete Sawwa-Kloster wurde Anfang der 1990er Jahre der Russisch-Orthodoxen Kirche zurückgegeben und seit 1995 wieder als Kloster genutzt.

### Bevölkerungsentwicklung
| Jahr | Einwohner |
| ---- | --------- |
| 1926 | 3.100     |
| 1939 | 6.272     |
| 1959 | 8.842     |
| 1970 | 10.533    |
| 1979 | 12.303    |
| 1989 | 15.805    |
| 2002 | 12.155    |
| 2010 | 16.395    |

Anmerkung: Volkszählungsdaten (1926 gerundet)

## Ausgewählte Sehenswürdigkeiten in Swenigorod
- Sawwa-Kloster

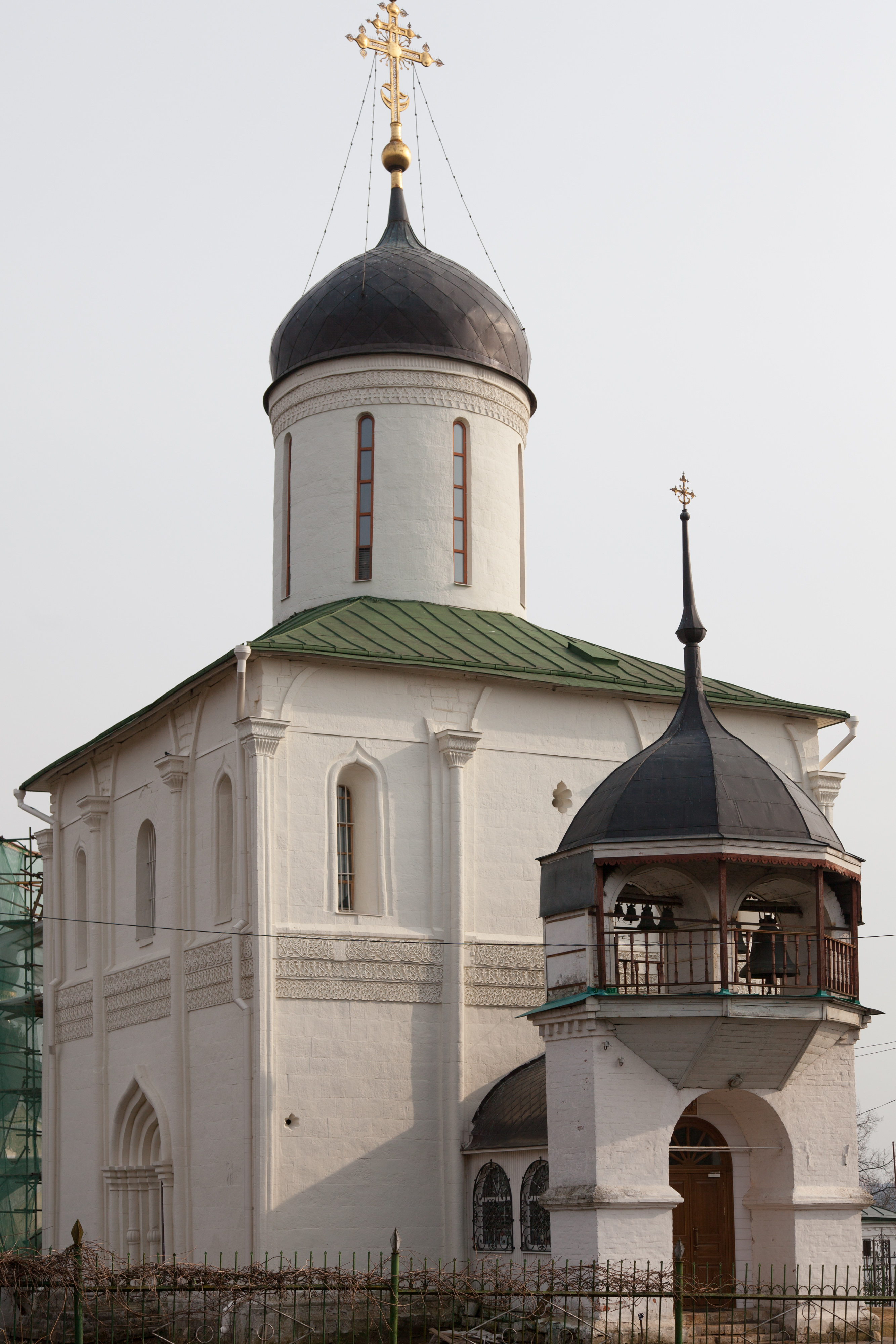
Die Uspenski-Kathedrale von Swenigorod

- Himmelfahrtskathedrale (ursprünglich errichtet Ende des 18. Jh., bis 2007 wiederaufgebaut)
- Uspenski-Kathedrale im Gorodok
- Alexander-Newski-Kirche
- Christi-Geburtskirche (rechtes Moskwa-Ufer)

## Städtepartnerschaften
- Mahiljou, Belarus, seit 2006
- Tropea, Italien, seit 2013
- Lahr, Deutschland, seit 2018

## Söhne und Tochter der Stadt
- Ljubow Petrowna Orlowa (1902–1975), Film- und Theaterschauspielerin

## Wirtschaft und Infrastruktur
Der Erholungs- und Kurbetrieb sowie Tourismus ist bis heute für die Wirtschaft Swenigorods ausschlaggebend. Industrie gibt es nur in kleinerem Maßstab, darunter Möbel-, Spielwaren- und Textilindustrie. Seit Anfang der 2000er Jahre erlebt die Stadt auch einen merklichen Zuwachs im Wohnungsbaubereich.
Bei dem Bahnhof von Swenigorod handelt es sich um einen Kopfbahnhof am Endpunkt eines Abzweigs von der Bahnstrecke Moskau–Smolensk–Minsk. Zwischen Moskau Belarussischer Bahnhof und Swenigorod verkehren in Ein- bis Zweistundentakt Nahverkehrszüge. Der Bahnhof von Swenigorod liegt allerdings rund drei Kilometer vom Stadtzentrum entfernt. Dazwischen besteht regelmäßiger Linienbusverkehr.

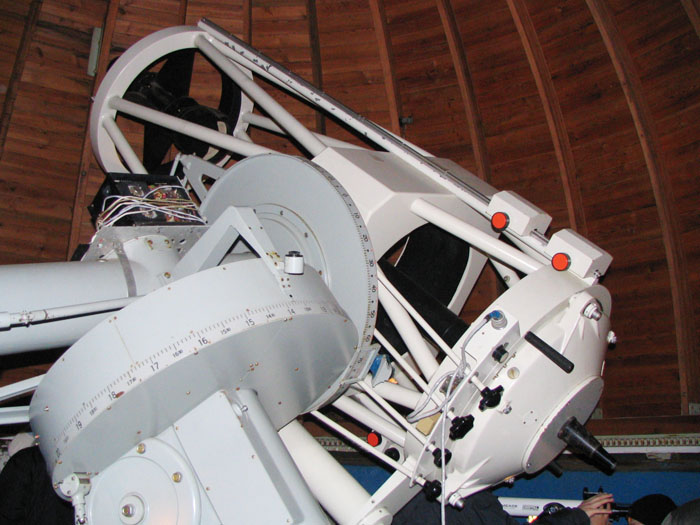
Teleskop der Sternwarte

Die Stadt verfügt über eine Sternwarte mit einer Super-Schmidt-Satellitenkamera (VAU) mit 65 cm Öffnung, einem 60-cm-Spiegelteleskop und einem 50-cm-Hamilton-Teleskop.